# 水戸学
水戸学（みとがく）は、江戸時代の日本の常陸国水戸藩（現在の茨城県北部）において形成された学風、学問である。第2代水戸藩主の徳川光圀によって始められた歴史書『大日本史』の編纂を通じて形成された。やがて第9代藩主徳川斉昭のもとで尊王攘夷思想を発展させ、明治維新の思想的原動力となった。光圀を中心とした時代を前期水戸学、斉昭を中心とした時代を後期水戸学として分けて捉えらえることも多い。水戸学という呼称が生まれたのは天保期であり、「天保学」とも呼ばれる。
儒学思想を中心に、国学・史学・神道を折衷した思想に特徴がある。

## 概要

### 前期水戸学
明暦3年（1657年）、水戸藩世子の徳川光圀は江戸駒込別邸内に史局を開設し、紀伝体の日本通史（のちの「大日本史」）の編纂事業を開始した。藩主就任後の寛文3年（1663年）、史局を小石川邸に移し、彰考館とした。
当初の史局員は林羅山学派出身の来仕者が多かった。寛文5年（1665年）、亡命中の明の遺臣朱舜水を招聘する。舜水は、陽明学を取り入れた実学派であった。光圀の優遇もあって、編集員も次第に増加し、寛文12年（1672年）には24人、貞享元年（1684年）37人、元禄9年（1696年）53人となって、40人～50人ほどで安定した。前期の彰考館の編集員は、水戸藩出身者よりも他藩からの招聘者が多く、特に近畿地方出身が多かった。
編纂過程においては、第一の目的である大日本史の編纂のほか、和文・和歌などの国文学、天文・暦学・算数・地理・神道・古文書・考古学・兵学・書誌など多くの著書編纂物を残した。実際に編集員を各地に派遣しての考証、引用した出典の明記、史料・遺物の保存に尽くすなどの特徴がある。この頃の代表的な学者に、中村顧言（篁溪）、佐々宗淳、丸山可澄（活堂）、安積澹泊、栗山潜鋒、打越直正（撲斎）、森尚謙、三宅観瀾らがいる。
「大日本史」の編纂方針において、南朝正統論を唱えたことは後世に大きな影響を与える（南北朝正閏論）。ただし、光圀においては北朝及び武家政権の確立を異端視するものではく、それらを名分論のもとでいかに合理化するかが主要な研究課題であった。
光圀死後も編纂事業は継続されたが、元文2年（1737年）、安積澹泊の死後、修史事業は50年間ほど中断状態となった。

### 後期水戸学
「大日本史」の編纂事業は、第6代藩主徳川治保の治世、彰考館総裁立原翠軒を中心として再開される。
この頃、藩内農村の荒廃や蝦夷地でのロシア船出没など、内憂外患の危機感が強まっていた一方、水戸藩は深刻な財政難に陥っており、館員らは編纂作業に留まることなく、農政改革や対ロシア外交など、具体的な藩内外の諸問題の改革を目指した。翠軒の弟子には小宮山楓軒、青山延于らがいる。翠軒の弟子の藤田幽谷は、寛政3年（1791年）に後期水戸学の草分けとされる「正名論」を著して後、9年に藩主治保に上呈した意見書が藩政を批判する過激な内容として罰を受け、編修の職を免ぜられて左遷された。この頃から、大日本史編纂の方針を巡り、翠軒と幽谷は対立を深める。翠軒は幽谷を破門にするが、享和3年（1803年）、幽谷は逆に翠軒一派を致仕させ、文化4年（1807年）総裁に就任した。幽谷の門下、会沢正志斎、藤田東湖、豊田天功らが、その後の水戸学派の中心となる。
文政7年（1824年）水戸藩内の大津村にて、イギリスの捕鯨船員12人が水や食料を求め上陸するという事件が起こる（大津浜事件）。幕府の対応は捕鯨船員の要求をそのまま受け入れるのものであったため、幽谷派はこの対応を弱腰と捉え、水戸藩で攘夷思想が広まることとなった。事件の翌年、会沢正志斎が尊王攘夷の思想を理論的に体系化した「新論」を著す。「新論」は幕末の志士に多大な影響を与えた。
天保8年（1837年）、第9代藩主の徳川斉昭は、藩校としての弘道館を設立。総裁の会沢正志斎を教授頭取とした。この弘道館の教育理念を示したのが『弘道館記』であり、署名は徳川斉昭になっているが、実際の起草者は幽谷の子・藤田東湖であり、そこには「尊皇攘夷」の語がはじめて用いられた。
徳川斉昭の改革は、弘化元年（1844年）、斉昭が突如幕府から改革の行き過ぎを咎められ、藩主辞任と謹慎の罪を得たことで挫折する。斉昭の側近である改革派の家臣たちも同様に謹慎を言い渡された。
この謹慎中に藤田東湖が執筆したのが『弘道館記』の解説書である『弘道館記述義』である。この中で、東湖は本居宣長の国学を大幅に採用し、儒学の立場から会沢らの批判を招きつつも、尊王の絶対化とともに広範な民衆動員を図る思想は弘道館の教育方針に留まらず藩政に大きな影響を与えた。同時期に東湖の著した「回天詩史」「和文天祥正気歌（正気歌）」は、佐幕・倒幕の志士ともに愛読された。
嘉永6年（1853年）のペリー来航は水戸藩改革派の復権をもたらし、斉昭は幕政参与に就任、東湖らも斉昭側近に登用され、農兵の編成などの軍事改革が進められる。しかし、安政の大地震で東湖は死亡し、安政の大獄で斉昭が再度処罰されるに至って、水戸藩は政治的・思想的な混迷を深めていくことになる。
水戸藩はその後、安政5年（1858年）の戊午の密勅返納問題、安政6年（1859年）の斉昭永蟄居を含む安政の大獄、元治元年（1864年）の天狗党挙兵、これに対する諸生党の弾圧、明治維新後の天狗党の報復など、激しい内部抗争で疲弊した。

### 明治維新以後
明治維新後から第二次世界大戦の終結までにかけて、水戸学は、その源流でもある徳川光圀とともに盛んに称揚された。特に、明治23年（1890年）、明治天皇の水戸行幸の直後に発せられた教育勅語は、「国体」や「斯道」など水戸学における中心的な用語が使用され、内容も水戸学の影響が顕著である。
明治天皇は、光圀・斉昭に正一位の贈位、その後光圀・斉昭を祀る神社の創祀に際して常磐神社の社号とそれぞれに神号を下賜し、別格官幣社に列した。また、明治39年（1906年）に『大日本史』が249年の歳月を経て完成され全402巻が明治天皇に献上されると、その編纂に用いた史書保存のための費用を下賜し、それによって彰考館文庫が建造された。さらに、大日本史編纂の功績により水戸徳川家を徳川宗家や五摂家などと同じ公爵に陞爵させた。なお、乃木希典陸軍大将は、明治天皇崩御後、当時の皇太子裕仁親王に水戸学に関する書物を献上した後に自刃している。
第二次世界大戦後、水戸学は天皇制、日本軍国主義を支えた思想として否定的に捉えられるようになり、戦前までのように称揚されることはなくなった。現在、水戸学は、茨城県水戸市にある水戸史学会によって研究されている。観光活用への取り組みとして、水戸市は2018年1月、水戸城跡や弘道館などがある約2.8キロメートルの通りを「水戸学の道」と定めた。